# Oxylobium aciculiferum
Oxylobium aciculiferum là một loài thực vật có hoa trong họ Đậu. Loài này được (F.Muell.) Benth. miêu tả khoa học đầu tiên.